# Hyphessobrycon eilyos
Hyphessobrycon eilyos é uma espécie de peixe da família dos caracídeos e da ordem dos caraciformes. Os machos podem alcançar 2,5 cm de comprimento. A espécie tem 32-34 vértebras.
Vivem em áreas de clima tropical, na América do Sul, mais especificamente, no Brasil.